# Oruza rupestre
Oruza rupestre là một loài bướm đêm trong họ Erebidae.